# Phytoptipalpus cercidium
Phytoptipalpus cercidium är en spindeldjursart som först beskrevs av Baker, Tuttle och Abbatiello 1975.  Phytoptipalpus cercidium ingår i släktet Phytoptipalpus och familjen Tenuipalpidae. Inga underarter finns listade i Catalogue of Life.